# Tentorium semisuberites
Tentorium semisuberites är en svampdjursart som först beskrevs av Schmidt 1870.  Tentorium semisuberites ingår i släktet Tentorium och familjen Polymastiidae. Arten är reproducerande i Sverige. Inga underarter finns listade i Catalogue of Life.